# جان سینگر سارجنت
جان سینگر سارجنت (انگلیسی: John Singer Sargent؛ زاده ۱۲ ژانویهٔ ۱۸۵۶ درگذشته ۱۴ آوریل ۱۹۲۵) یک هنرمند اهل ایالات متحده آمریکا بود. او از مطرح‌ترین تک‌چهره‌نگاران زمان خود بود.
از او در حدود ۹۰۰ نقاشی رنگ روغن و بیش از ۲۰۰۰ آبرنگ، و همچنین طرح‌های بی شمار و نقاشی با زغال برجای مانده‌است. آثار او نمایشگر سفرهای او به سراسر جهان، از ونیز به تیرول، کورفو، شرق میانه، مونتانا، مین، و فلوریدا است.
پدر و مادر او آمریکایی بودند، اما جان قبل از اقامتش در شهر لندن، در پاریس آموزش دیده بود.

## نگارخانه

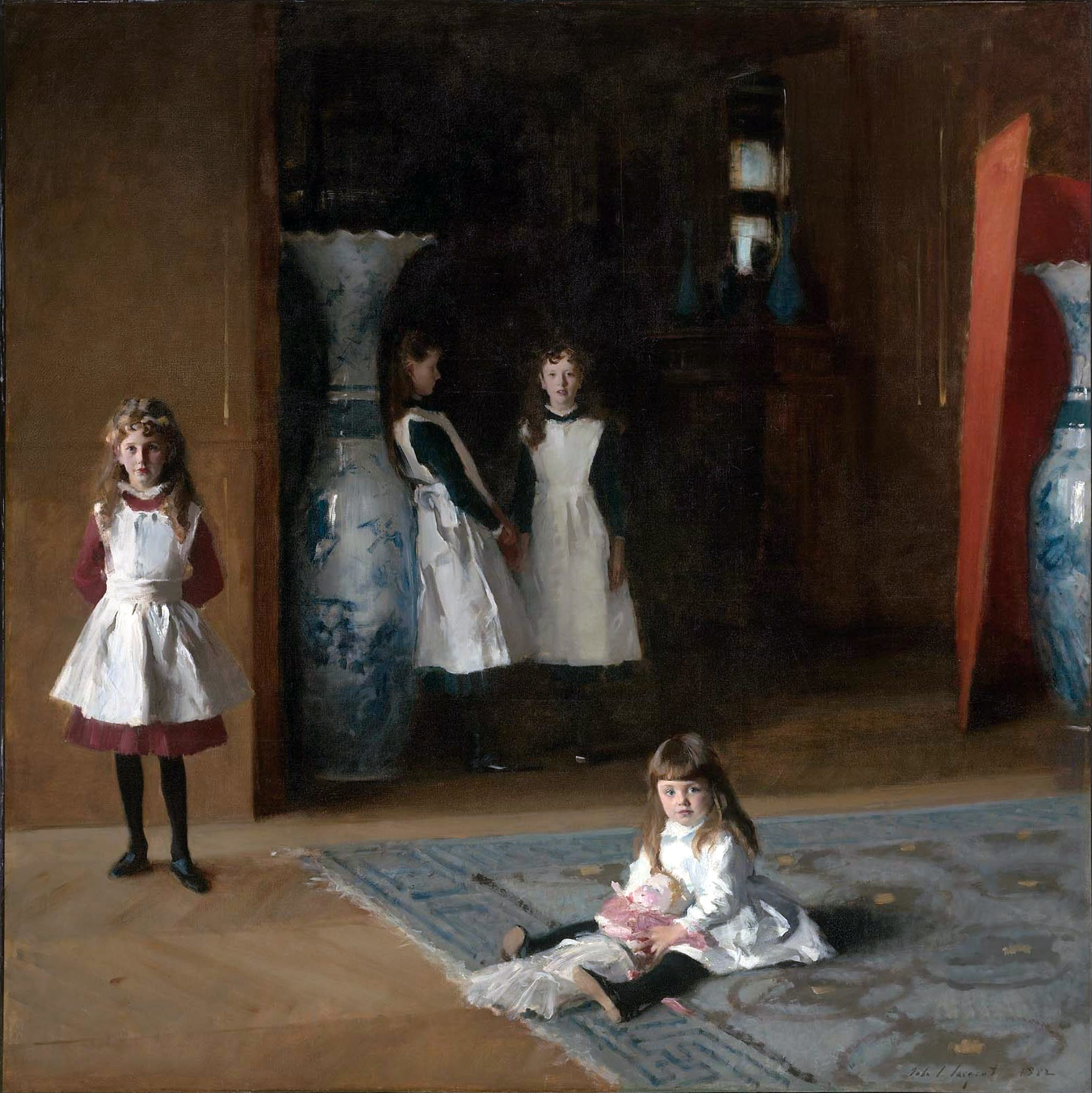
دختران ادوارد دارلی بویت ۱۸۸۲ م. موزه هنرهای زیبای بوستون
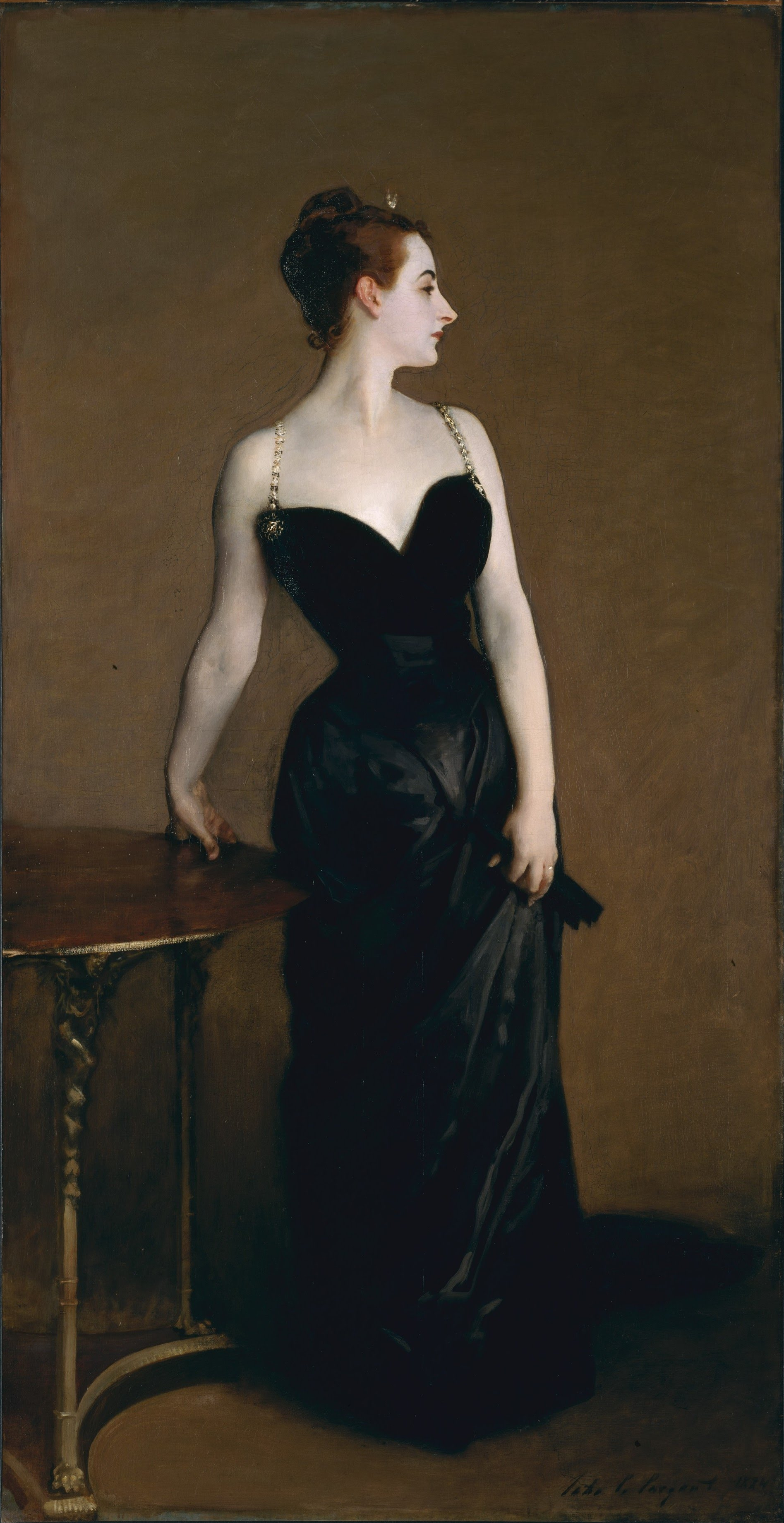
پرتره مادام ایکس ۱۸۸۴ م. موزه متروپولیتن نیویورک
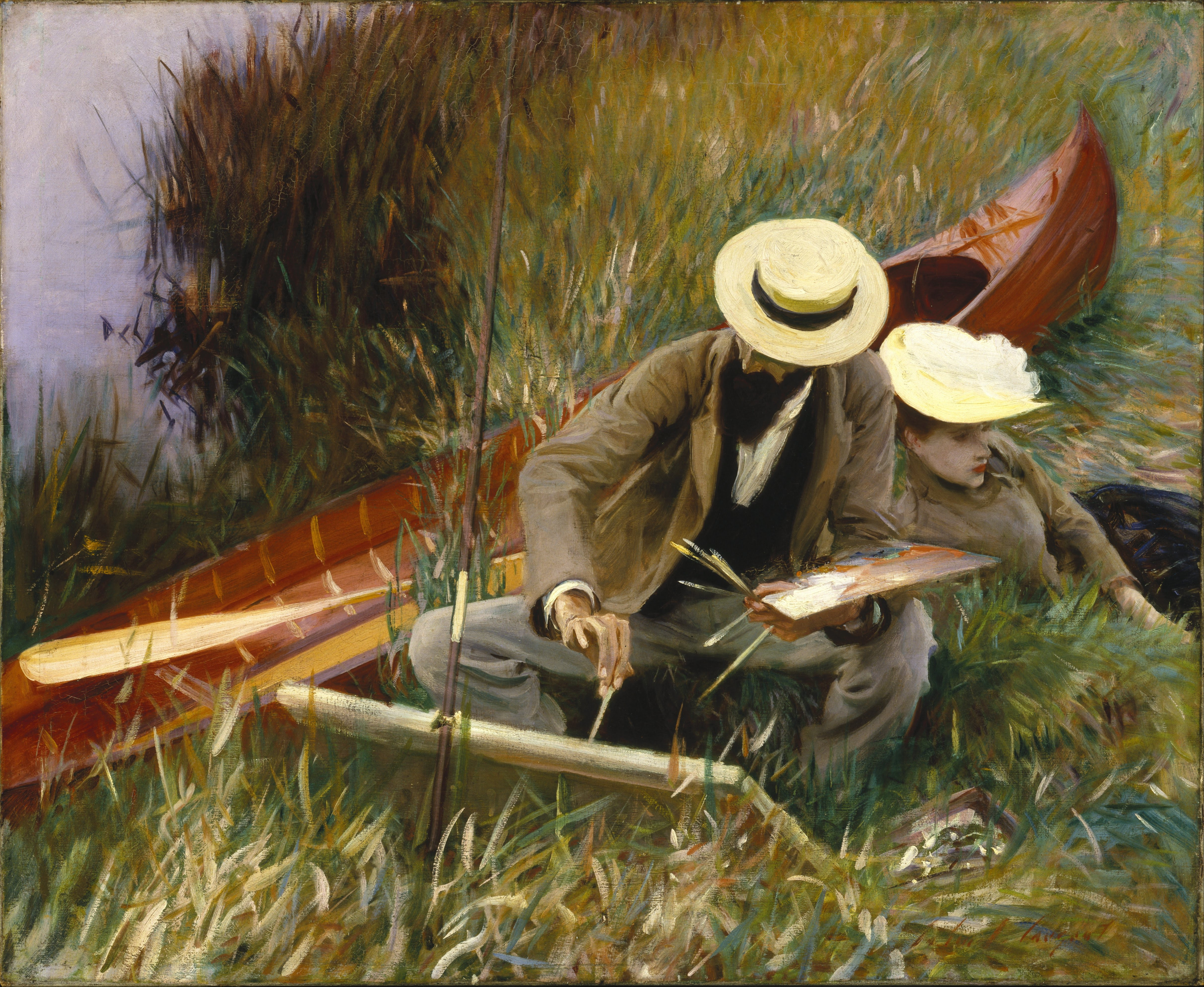
مطالعه خارج از منزل
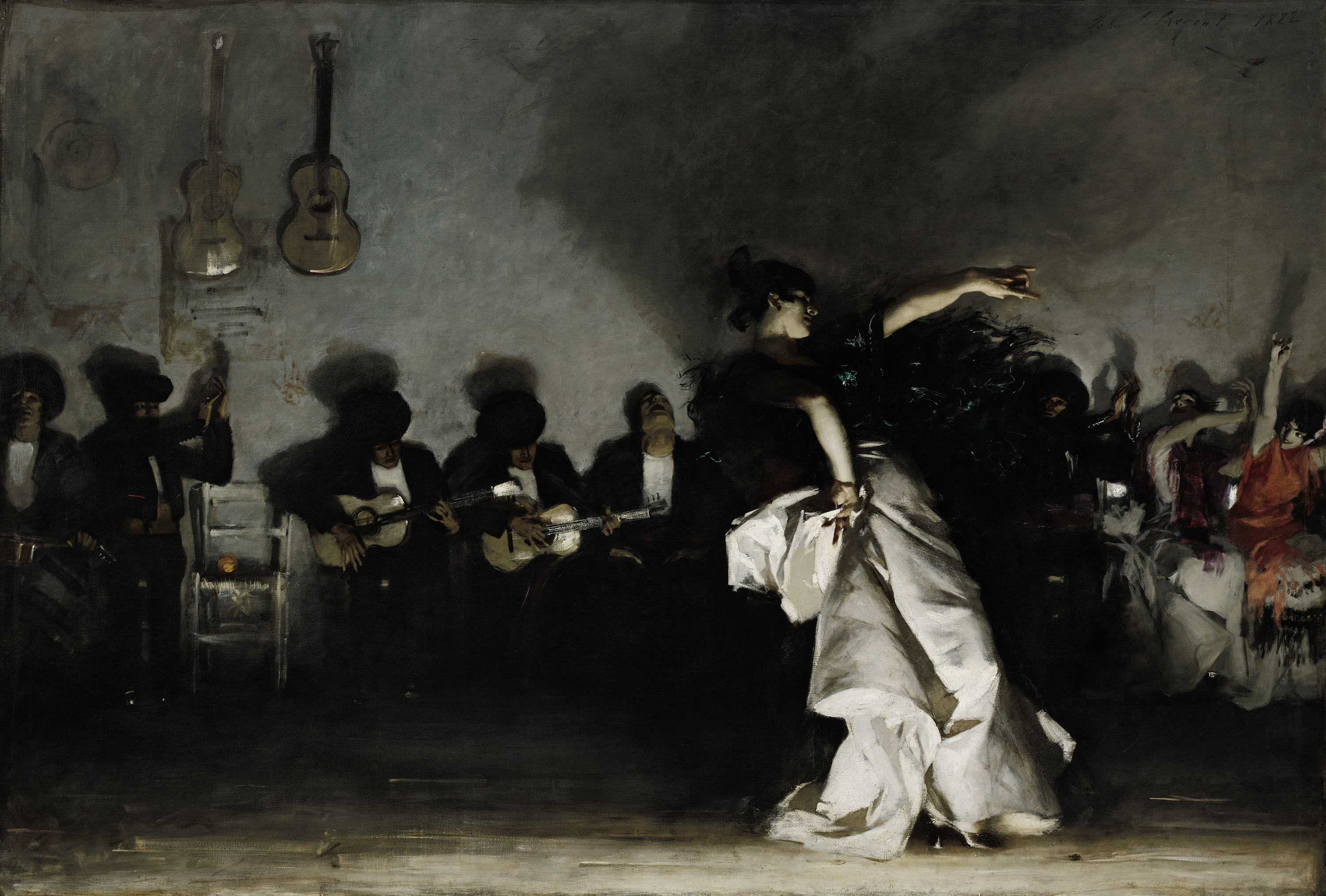
ال خالئو ۱۸۸۲ م. موزه ایزابلا استوارت گاردنر
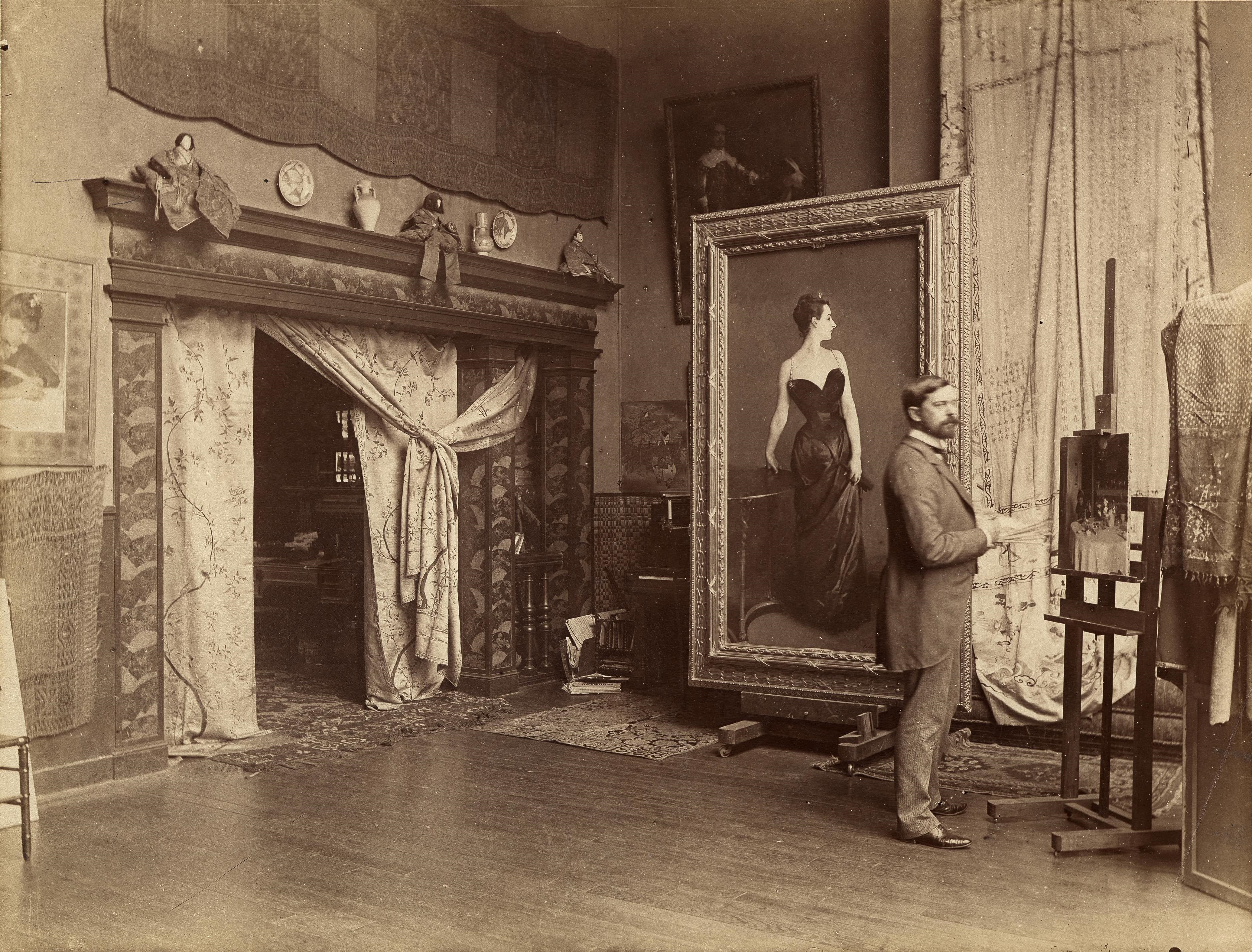
سارجنت در استودیو پاریس به سال ۱۸۸۵ به همراه پرتره مادام ایکس
خانم هنری وایت
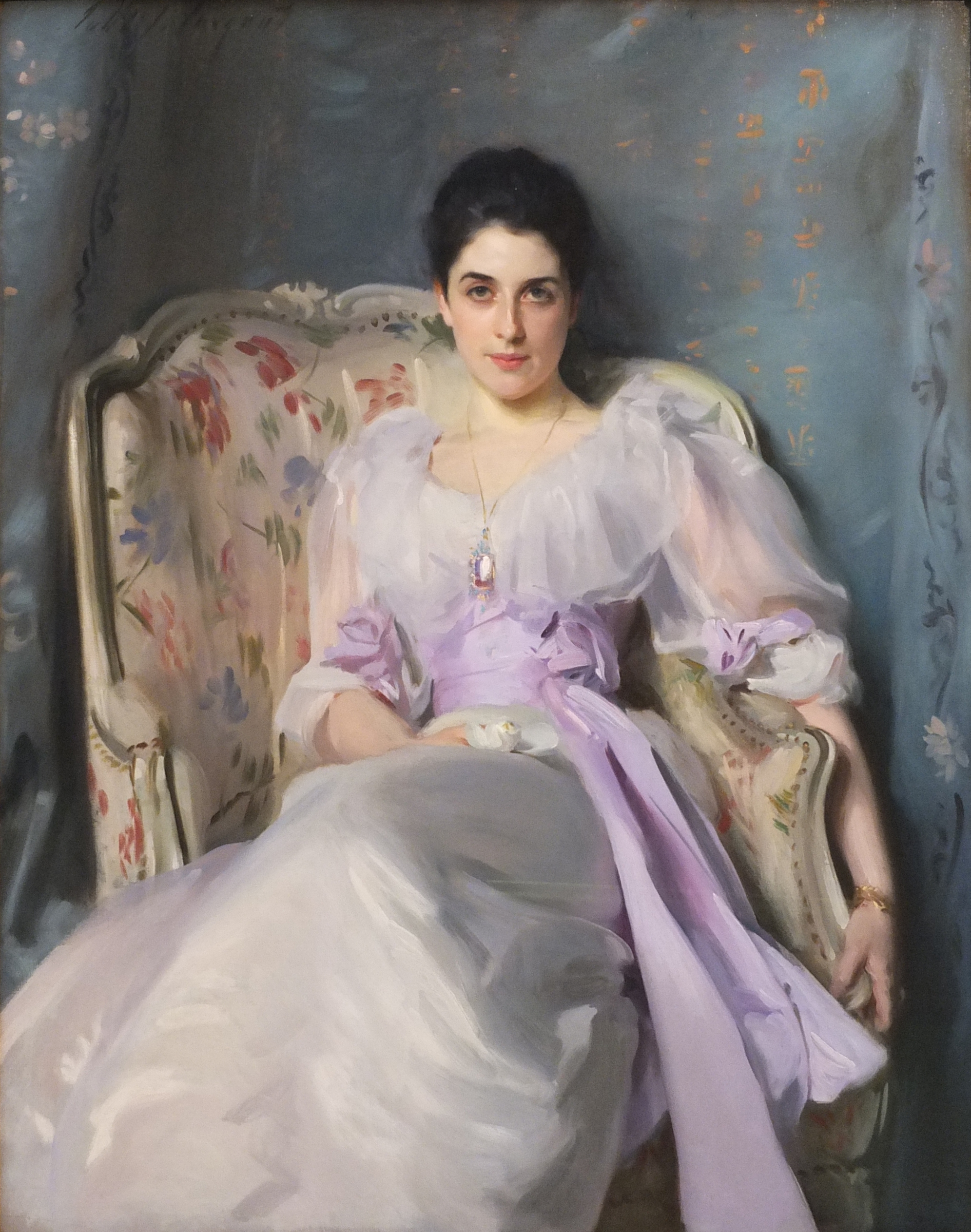
بانو اگنیو لاکنو ۱۸۹۲ م. نگارخانه ملی اسکاتلند
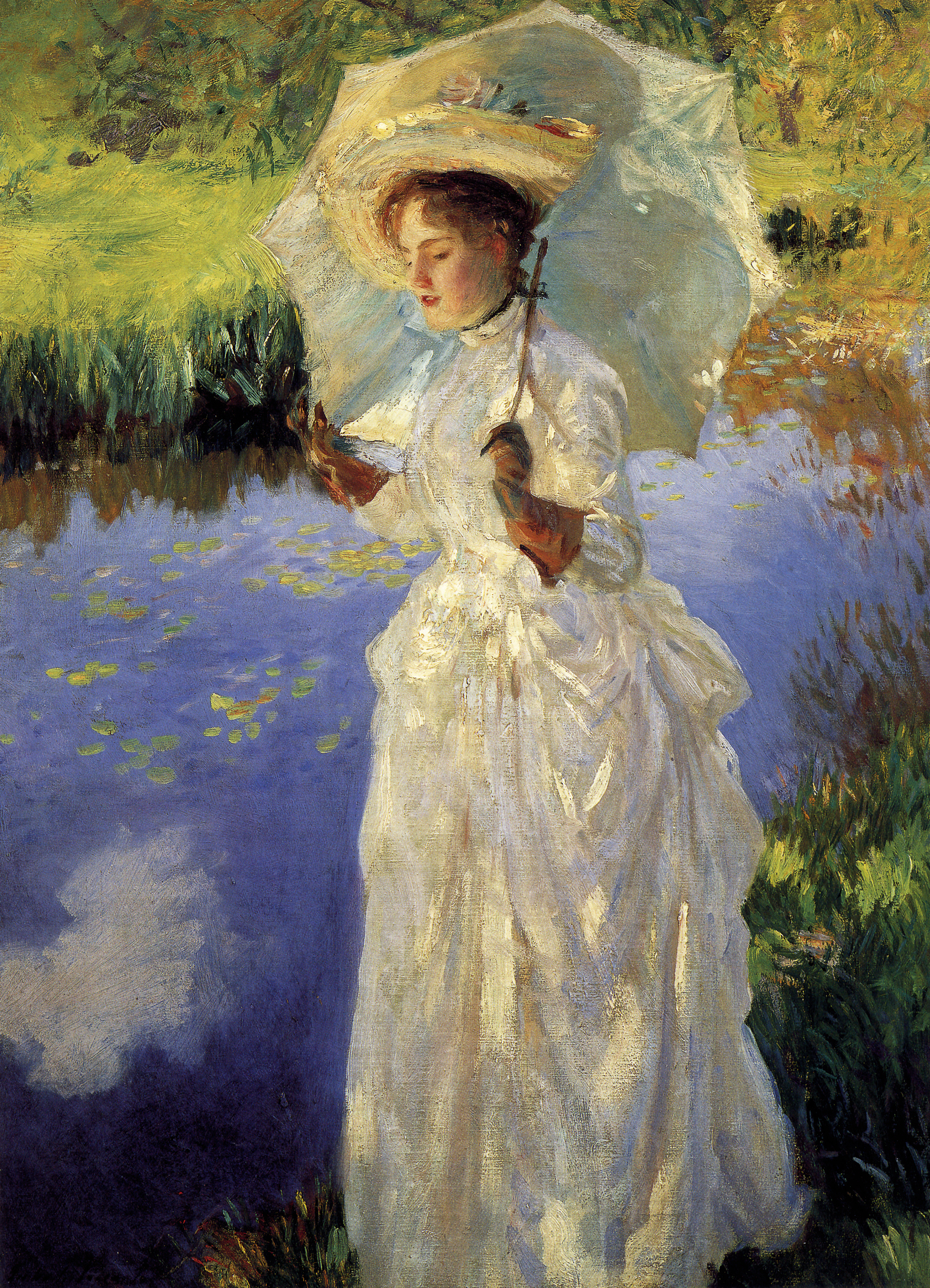
قدم‌زنی صبحگاهی
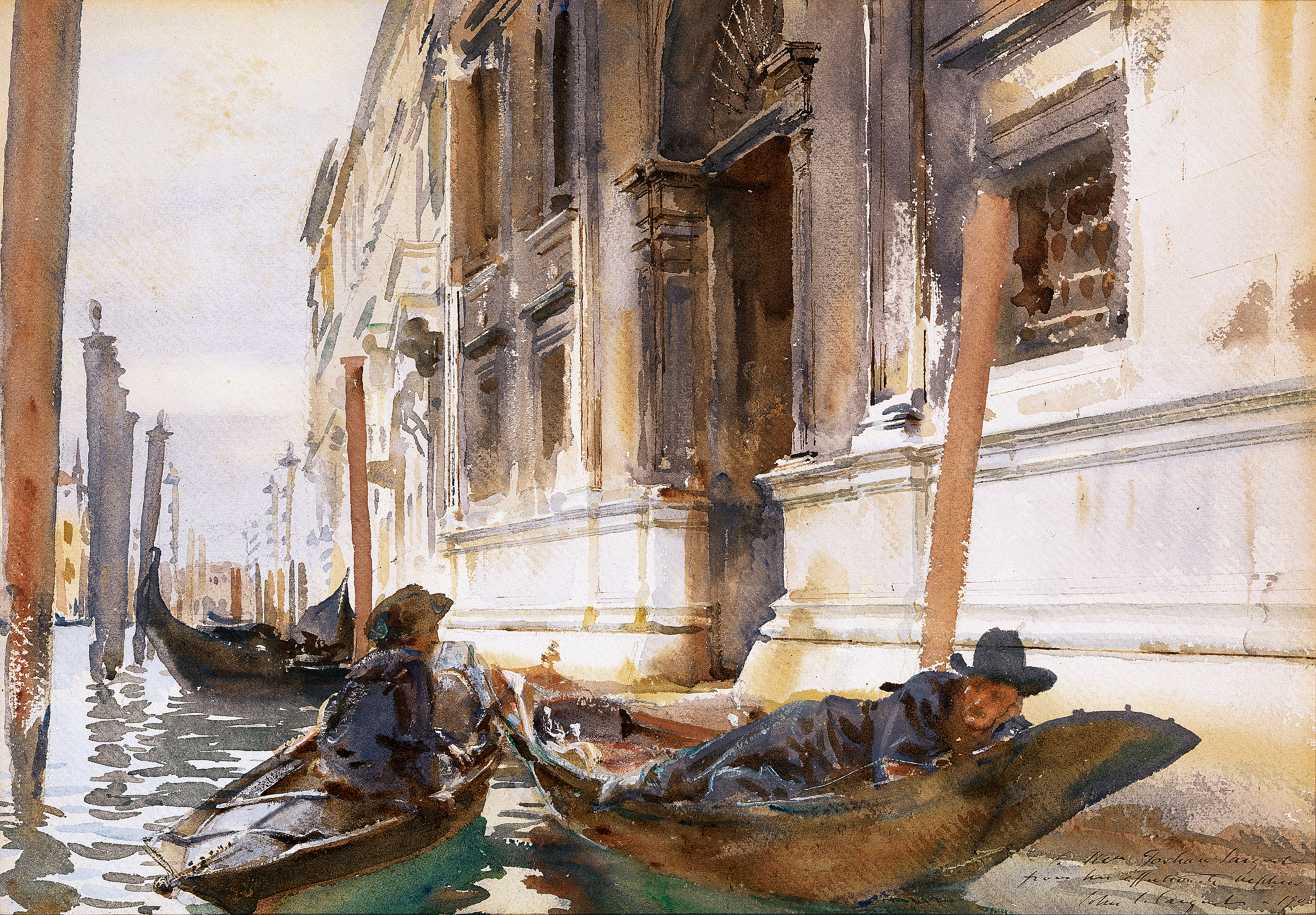
چرت نیم‌روزی
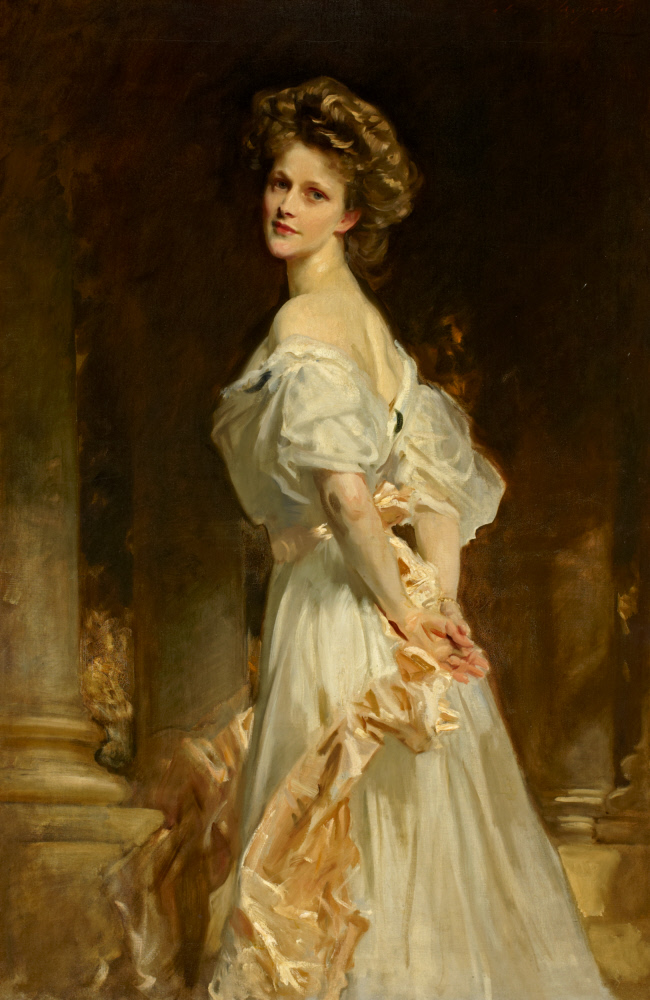
نانسی ویسکونت آستور
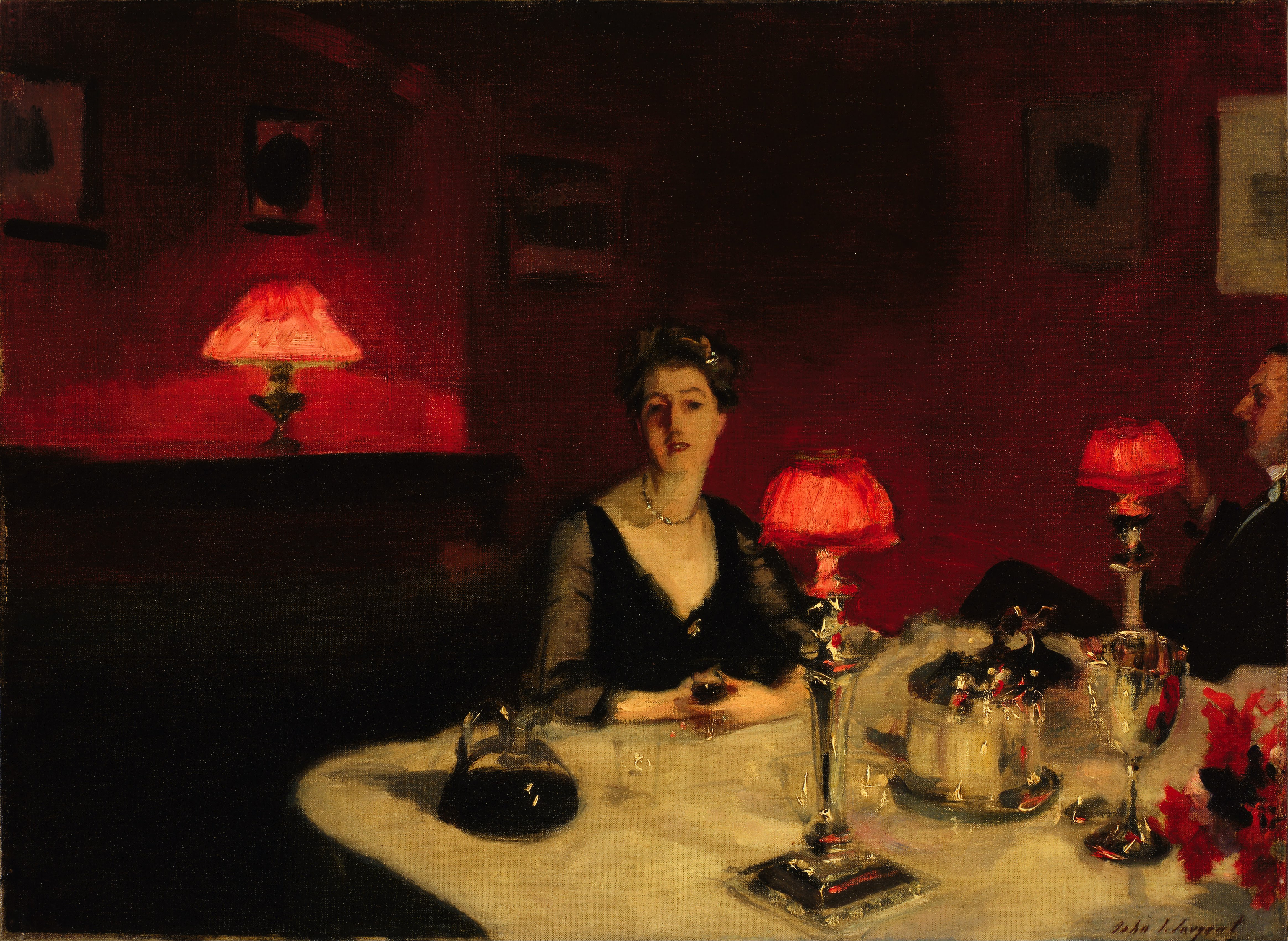
میز شام در شب
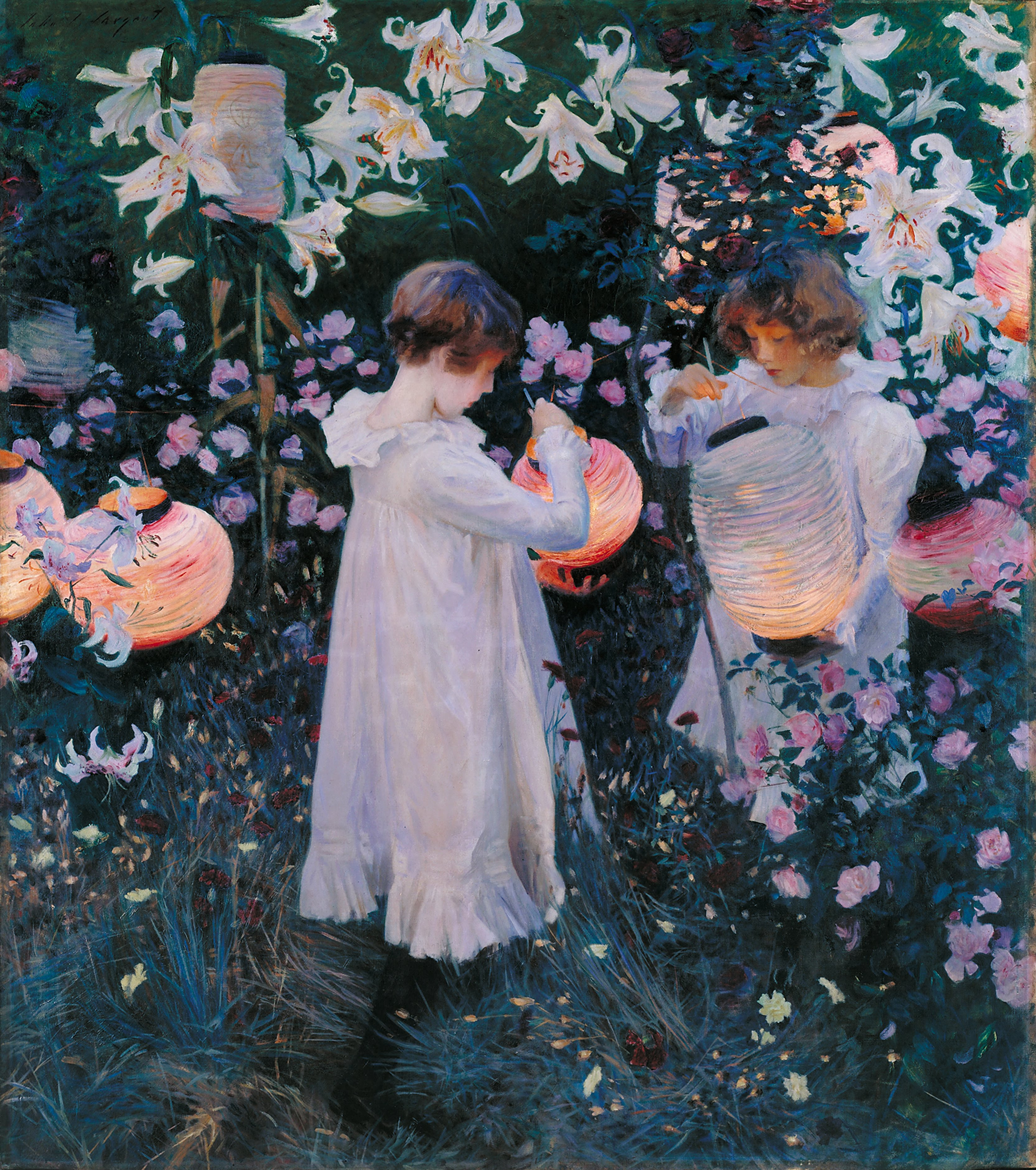
میخک، زنبق، زنبق، رز ۱۸۸۵ م. تیت بریتانیا
شیمیایی‌شده‌ها ۱۹۱۸. روغن روی بوم
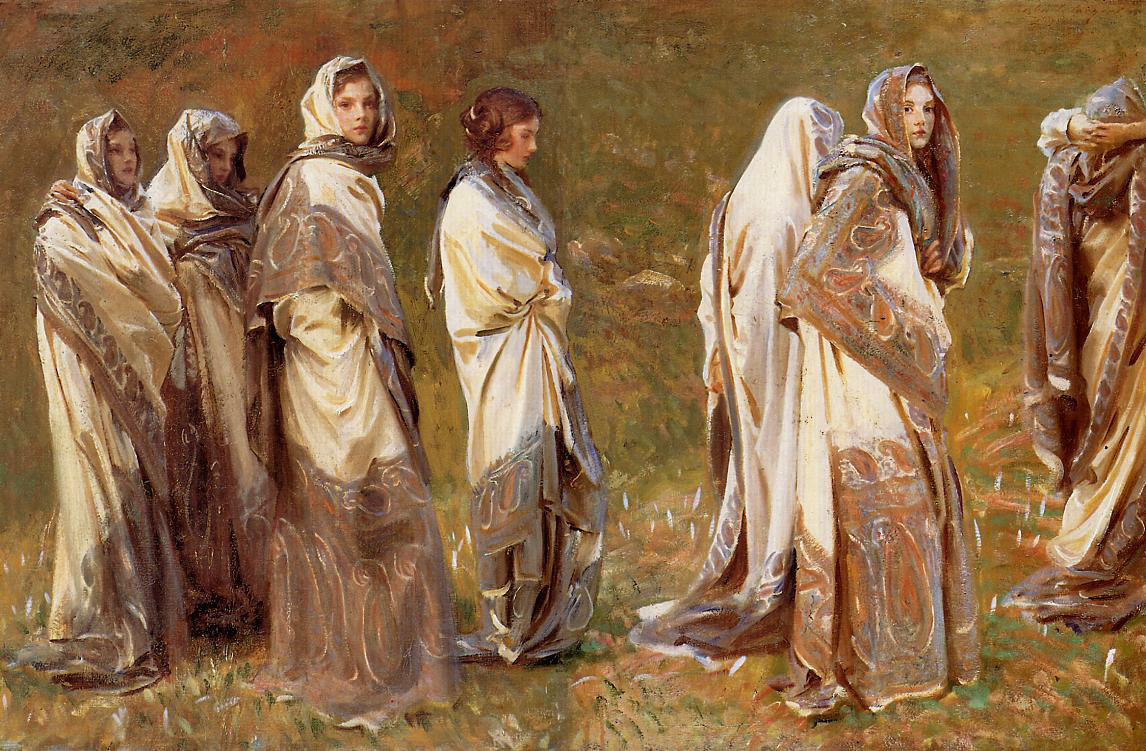
کشمیر ۱۹۰۸. رنگ روغن بر روی کرباس